# マシュー・ゲイツ
マシュー・ゲイツ（Mathew Gates、1975年6月29日 - ）は、イギリスハートフォードシャー生まれのアメリカの男性フィギュアスケートアイスダンス選手で現在はフィギュアスケートの技術審判員。パートナーはエミリー・ヌッシーアとイヴ・シャロム。

## 経歴
イギリスハートフォードシャーのヒッチンに生まれ、8歳のころにスケートを始めた。イヴ・シャロムとカップルを結成し、1995-1996年シーズンの全米選手権で3位となる。翌1996-1997年シーズンよりISUグランプリシリーズに参戦した。世界選手権には1997年と1999年の2度出場したが、どちらも17位に終わる。1998-1999年シーズンをもってカップルは解散。
2002年、タチアナ・タラソワの仲介もあり、エミリー・ヌッシーアとカップルを結成。カールシェーファーメモリアルで2位となり、2003年全米選手権では5位となったがほどなく解散。同年引退。
引退後はフィギュアスケートコーチ兼振付師として活動をし、現在はフィギュアスケート技術審判員も務めている。

## 主な戦績
- 1998-99まではイヴ・シャロムとのカップル。
- 2002-03のみエミリー・ヌッシーアとのカップル。

| 大会/年            | 1995-96 | 1996-97 | 1997-98 | 1998-99 | 2002-03 |
| ------------------ | ------- | ------- | ------- | ------- | ------- |
| 世界選手権         |         | 17      |         | 17      |         |
| 全米選手権         | 3       | 2       | 4       | 2       | 5       |
| GPスケートアメリカ |         |         |         | 7       | 7       |
| GPスケートカナダ   |         | 7       |         |         |         |
| GPロシア杯         |         | 8       | 5       |         |         |
| GPネイションズ杯   |         |         | 9       |         |         |
| GPNHK杯            |         |         |         | 7       |         |
| KSM                |         |         |         |         | 2       |
| ネーベルホルン杯   | 10      | 2       |         |         |         |

### 詳細
| 2002-2003 シーズン  |                                                      |    |    |    |      |
| 開催日              | 大会名                                               | CD | OD | FD | 結果 |
| 2002年11月15日-19日 | カールシェーファーメモリアル（ウィーン）             | 2  | 2  | 2  | 2    |
| 2002年10月23日-27日 | ISUグランプリシリーズ スケートアメリカ（スポケーン） | 7  | 7  | 7  | 7    |